# Friedrich Wilhelm Lange
Friedrich Wilhelm Lange, auch Fritz Lange (* 22. Oktober 1878 in Sietow; † 5. November 1961 im Amt Berkenthin), war ein deutscher Jurist, Senatssekretär und Staatsrat der Hansestadt Lübeck.

## Leben
Lange war der Sohn des Präpositus Wilhelm Ernst August Lange (1839–) an der Dorfkirche in Sietow und seiner Frau Emma Elisabeth, geb. Menke. Er begann nach dem Abitur in Waren (Müritz) 1896 sein Studium der Rechtswissenschaften an der Universität Rostock, wechselte an die Universitäten in Erlangen und Leipzig und immatrikulierte sich in Rostock erneut 1898. Promotion zum Dr. jur. Nach Beendigung der Ausbildung trat er zunächst als Sekretär in den Ministerialverwaltungsdienst des Großherzogtums Mecklenburg-Schwerin ein und trat 1904 in den Verwaltungsdienst der Hansestadt Lübeck, wo er im Polizeiamt 1907 Polizeirat wurde und später den Titel eines Senatssekretärs erhielt. 
1918 führte er im Auftrage von Bürgermeister Emil Ferdinand Fehling die ersten Gespräche mit dem Arbeiter- und Soldatenrat in Lübeck. 1919 wurde er einer der beiden Senatskommissare für Verhandlungen zur geplanten Vereinigung Lübecks mit dem Fürstentum Lübeck. Ab 1920 war er Staatsrat der Hansestadt Lübeck und vertrat diese mehrfach als stellvertretender Bevollmächtigter zu Einzelaspekten im Reichsrat. 
1933 wurde er nach § 6 des Gesetzes zur Wiederherstellung des Berufsbeamtentums „zur Vereinfachung der Verwaltung“ ohne Angabe von Gründen in den Ruhestand versetzt. Mit Genehmigung des Bürgermeisters Otto-Heinrich Drechsler und des Senators Ulrich Burgstaller konnte er jedoch seine Ehrenämter weiter ausüben. Er trat zum 1. Mai 1933 der NSDAP bei (Mitgliedsnummer 2.813.023).
Im Ruhestand war Lange unter anderem Protonotar der Parcham’sche Stiftung und seit der Gleichschaltung im August 1933 als Schriftführer der Gesellschaft zur Beförderung gemeinnütziger Tätigkeit 1933 bis 1945 unter den Direktoren Hans Sellschopp und Otto Bernhard Clausen deren eigentlicher Geschäftsführer bis 1945, nach Mai 1945 deren geschäftsführender Direktor bis zur Wahl von Adolf Ihde. Er verhandelte für die Gesellschaft den Übergang ihrer Museen in die Trägerschaft des Staates, die erst im Laufe des Jahres 1934 zu Ende gebracht wurde. 1942 wurde er kriegsbedingt reaktiviert und vertretungsweise als Staatsrat i. R. mit der Leitung der Schul- und Kultusangelegenheiten Lübecks betraut, die durch Kriegseinsatz und Tod des Stadtrats Hans Wolff neu besetzt werden musste. Im September 1945 wurde er durch die britische Militärregierung amtsenthoben.

## Schriften
- Geheim-Diplomatie: Politischer Zukunfts-Kriminal-Roman. Lübeck: Wessel [1921] (Kriminal- und Detektivromane 10)
- Beiträge zur Geschichte der Gesellschaft zur Beförderung gemeinnütziger Tätigkeit, ihrer Ausschüsse und Tochtergesellschaften und der von ihnen unterstützten Einrichtungen. Lübeck 1940